# Ковесы (гмина)
Ковесы (пол. Kowiesy) — сельская гмина (волость) в Польше, входит как административная единица в Скерневицкий повет, Лодзинское воеводство. Население — 3061 человек (на 2004 год).

## Соседние гмины
1. Гмина Бяла-Равска
2. Гмина Мщонув
3. Гмина Новы-Кавенчин
4. Гмина Пуща-Маряньска

## Известные уроженцы
- Гурский, Константы (1862—1909) — польский писатель, поэт, историк.

## Фотографии
- Костёл